# Psychrolutes paradoxus
Psychrolutes paradoxus är en fiskart som beskrevs av Günther, 1861. Psychrolutes paradoxus ingår i släktet Psychrolutes och familjen paddulkar. Inga underarter finns listade i Catalogue of Life.